# جرم‌یابی بدافزار
جرم‌یابی بدافزار (انگلیسی: Malware analysis) مطالعه یا فرآیند تعیین عملکرد، منشاء و تأثیر یک نمونه بدافزار معین مانند ویروس، کرم، تروجان، روت‌کیت یا در پشتی است. بدافزار یا نرم‌افزار مخرب هر نرم‌افزار رایانه‌ای است که برای آسیب رساندن به سیستم عامل میزبان یا سرقت داده‌های حساس کاربران، سازمان‌ها یا شرکت‌ها طراحی شده است. بدافزار ممکن است شامل نرم افزارهایی باشد که اطلاعات کاربر را بدون اجازه جمع‌آوری می‌کند.

## موارد استفاده
سه مورد وجود دارد که نیاز به تجزیه و تحلیل بدافزار را ضروری می‌کند:
- مدیریت حوادث امنیت رایانه : اگر سازمانی کشف کند یا مشکوک شود که برخی بدافزارها ممکن است به سیستم‌هایش نفوذ کرده باشند، لازم است یک تیم بررسی بر روی نمونه‌هایی که در طول فرآیند تحقیق کشف می‌شوند، تجزیه و تحلیل بدافزار را انجام دهد تا مشخص کند که آیا بدافزار هستند یا خیر. باید مشخص شود که آن بدافزار بر روی سیستم‌های موجود در محیط سازمان‌های هدف چه تاثیری داشته است.
- تحقیقات بدافزار : محققان بدافزار دانشگاهی یا کاشناسان آزاد ممکن است تجزیه و تحلیل بدافزار را صرفاً برای درک نحوه رفتار بدافزار و آخرین تکنیک‌های مورد استفاده در ساخت آن انجام دهند.
- شاخص سازش‌گری: فروشندگان محصولات و نرم افزارها ممکن است تجزیه و تحلیل بدافزار را به‌منظور تعیین شاخص‌های احتمالی برای سازش و مقابله با بدافزارها انجام دهند. این اطلاعات ممکن است در محصول اعمال شود تا مورد حمله بدافزار قرار نگیرد، و یا راه‌حل‌های امنیتی برای کمک به سازمان‌ها در برابر حملات بدافزار توصیه کند.

## انواع تجزیه و تحلیل بدافزار
- تجزیه و تحلیل استاتیک بدافزار: بررسی کد منبع یا فایل اجرایی بدون اجرای آن. این روش شامل بررسی هدرها، امضای فایل و تحلیل کد است
- تجزیه و تحلیل بدافزار دینامیک یا پویا: اجرای بدافزار در محیط کنترل‌شده (مانند Sandboxing) به منظور مشاهده رفتار آن و شناسایی اقدامات مخرب.
- تحلیل شبکه: بررسی ترافیک شبکه به منظور شناسایی الگوهای مشکوک و فعالیت‌های غیرعادی.

## ابزارهای جرم‌یابی
- ابزارهای تحلیل استاتیک: مانند IDA Pro و Ghidra که برای تحلیل کد و استخراج اطلاعات از برنامه‌های بدافزار استفاده می‌شوند.
- ابزارهای تحلیل دینامیک: مانند Cuckoo Sandbox که برای اجرای بدافزار در محیط کنترل‌شده طراحی شده‌اند.
- ابزارهای ردیابی شبکه: مانند Wireshark که برای تحلیل ترافیک شبکه و شناسایی فعالیت‌های مخرب به کار می‌روند.

## مراحل تجزیه و تحلیل بدافزار
بررسی نرم افزارهای مخرب شامل چندین مرحله است:
- بازگردانی دستی کد
- تحلیل رفتار تعاملی
- تجزیه و تحلیل خواص استاتیکی
- تجزیه و تحلیل کاملاً خودکار

## اهمیت جرم‌یابی بدافزار
جرم‌یابی بدافزار به عنوان یک جنبه کلیدی از امنیت سایبری، اهمیت ویژه‌ای در دنیای امروز دارد. با افزایش تعداد و پیچیدگی تهدیدات سایبری، ضرورت این فرآیند بیشتر احساس می‌شود. در ادامه به برخی از دلایل اهمیت جرم‌یابی بدافزار اشاره می‌شود:
1. حفاظت از اطلاعات حساس: با توجه به اینکه سازمان‌ها و افراد روزانه حجم زیادی از داده‌های حساس را مدیریت می‌کنند، جرم‌یابی بدافزار به شناسایی و جلوگیری از سرقت اطلاعات کمک می‌کند. این امر به ویژه در صنایع مالی، بهداشتی و دولتی که اطلاعات حساس زیادی دارند، اهمیت بیشتری پیدا می‌کند.
2. کاهش آسیب‌پذیری‌ها: با شناسایی زودهنگام بدافزارها و نقاط ضعف سیستم، سازمان‌ها می‌توانند به سرعت اقداماتی برای کاهش آسیب‌پذیری‌ها انجام دهند. این کار به جلوگیری از بروز حملات جدی و کاهش هزینه‌های ناشی از خسارت‌های احتمالی کمک می‌کند.
3. پیشگیری از حملات آینده: تحلیل بدافزارهای موجود می‌تواند به شناسایی الگوهای حملات کمک کند و سازمان‌ها را برای مقابله با تهدیدات آینده آماده‌تر کند. از طریق تجزیه و تحلیل داده‌ها، امنیت‌نگران می‌توانند پیش‌بینی کنند که بدافزارها در آینده چگونه عمل خواهند کرد و برای مقابله با آنها راهکارهایی طراحی کنند.
4. بهبود استراتژی‌های امنیتی: اطلاعات به‌دست‌آمده از جرم‌یابی بدافزار می‌تواند به بهبود و توسعه استراتژی‌های امنیتی موجود کمک کند. با استفاده از تحلیل‌های به‌روز، سازمان‌ها می‌توانند سیاست‌های امنیتی خود را بر اساس تهدیدات واقعی و احتمالی تنظیم کنند.
5. حفاظت از شهرت و اعتماد مشتریان: وقوع یک حمله سایبری و سرقت داده‌ها می‌تواند به شدت بر شهرت یک سازمان تاثیر بگذارد. از طریق جرم‌یابی بدافزار و اتخاذ اقدامات پیشگیرانه، سازمان‌ها می‌توانند از بروز چنین حوادثی جلوگیری کنند و اعتماد مشتریان و سهام‌داران خود را حفظ کنند.
6. پاسخ سریع به تهدیدات: توانایی شناسایی و تحلیل بدافزار به سازمان‌ها این امکان را می‌دهد که به سرعت به تهدیدات پاسخ دهند. پاسخ سریع می‌تواند به کاهش زمان توقف سیستم و از دست رفتن داده‌ها کمک کند و به سازمان‌ها اجازه دهد به فعالیت‌های عادی خود بازگردند.
7. آموزش و آگاهی: جرم‌یابی بدافزار می‌تواند به افزایش آگاهی و آموزش کاربران و کارکنان سازمان‌ها درباره تهدیدات سایبری و روش‌های جلوگیری از آن‌ها کمک کند. این آگاهی به کاهش خطای انسانی و بهبود امنیت کلی سازمان کمک می‌کند.

## چالش‌ها و آینده جرم‌یابی بدافزار
- پیشرفت تکنولوژی: با پیشرفت فناوری، بدافزارها نیز پیچیده‌تر می‌شوند. بنابراین، نیاز به تکنیک‌های پیشرفته‌تر برای جرم‌یابی احساس می‌شود.
- استفاده از هوش مصنوعی: استفاده از الگوریتم‌های یادگیری ماشین و هوش مصنوعی در جرم‌یابی بدافزار می‌تواند به بهبود دقت و سرعت شناسایی کمک کند. منبع
- قوانین و مقررات: تطابق با قوانین و مقررات مربوط به حریم خصوصی و امنیت اطلاعات از چالش‌های دیگر در این حوزه است.